# بي إم دبليو الفئة الخامسة (جي30)
 يتكون الجيل السابع لسيارات بي إم دبليو الفئة الخامسة من بي إم دبليو جي30 (إصدار السيدان) و بي إم دبليو جي31 (إصدار واغن، يتم تسويقه على أنه "تورنج"). تم إنتاج جي30 / جي31 منذ عام 2016 وغالبًا ما يشار إليها مجتمعة باسم جي30. تم الإعلان عنها رسميًا في 12 أكتوبر 2016 وبدأت المبيعات في فبراير 2017.

## تطوير وإطلاق
كان رئيس قسم التصميم في بي إم دبليو أثناء تطوير جي30 هو كريم حبيب.
تم كشف النقاب عن سيارة الصالون من الفئة الخامسة في 12 أكتوبر 2016  قبل ظهورها لأول مرة في يناير 2017 في معرض أمريكا الشمالية الدولي للسيارات (NAIAS) في ديترويت.
تم كشف النقاب عن موديل تورنج في فبراير 2017  قبل ظهورها لأول مرة في مارس في معرض جنيف للسيارات.

## أنماط الجسم

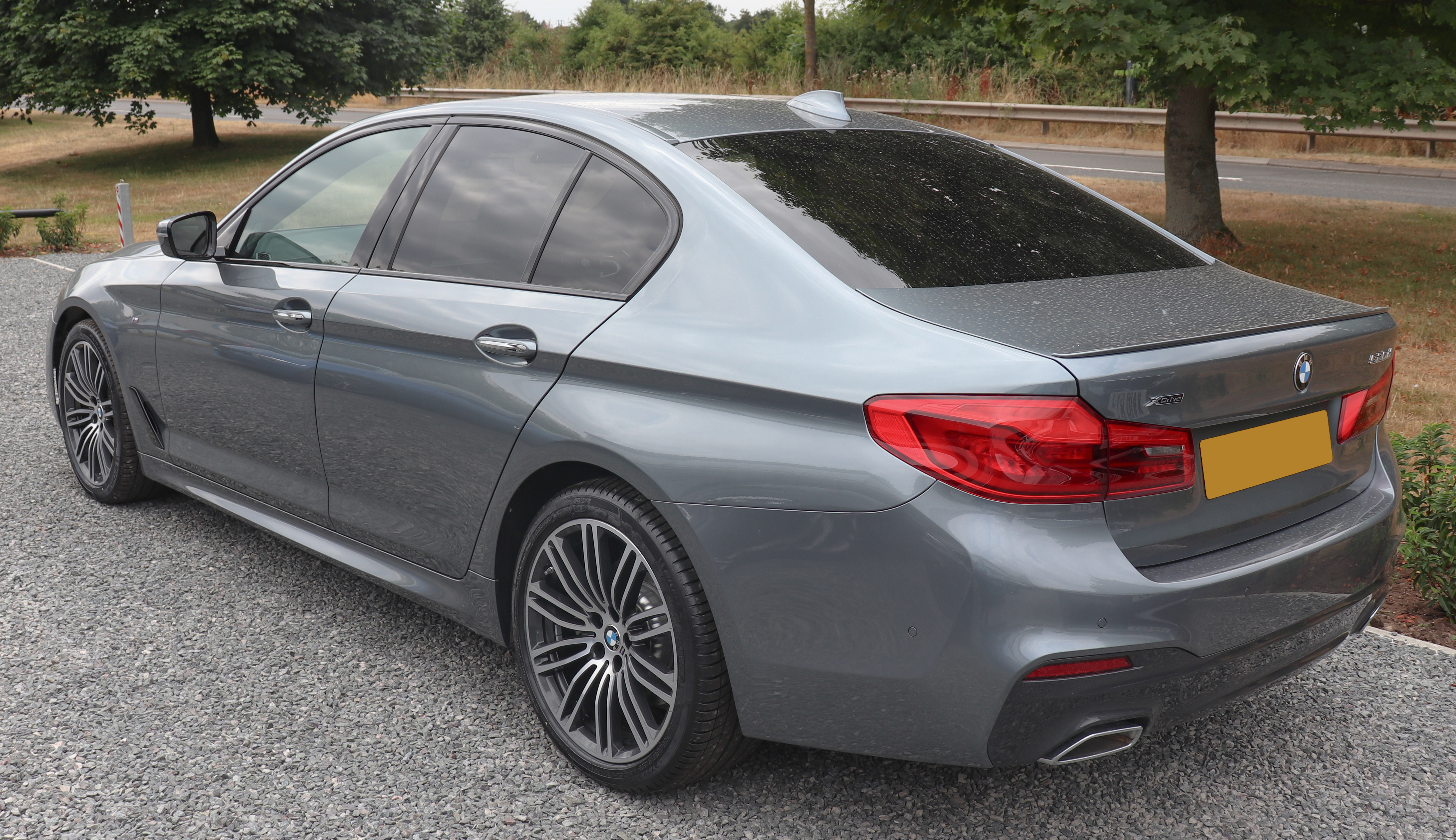
سيدان G30
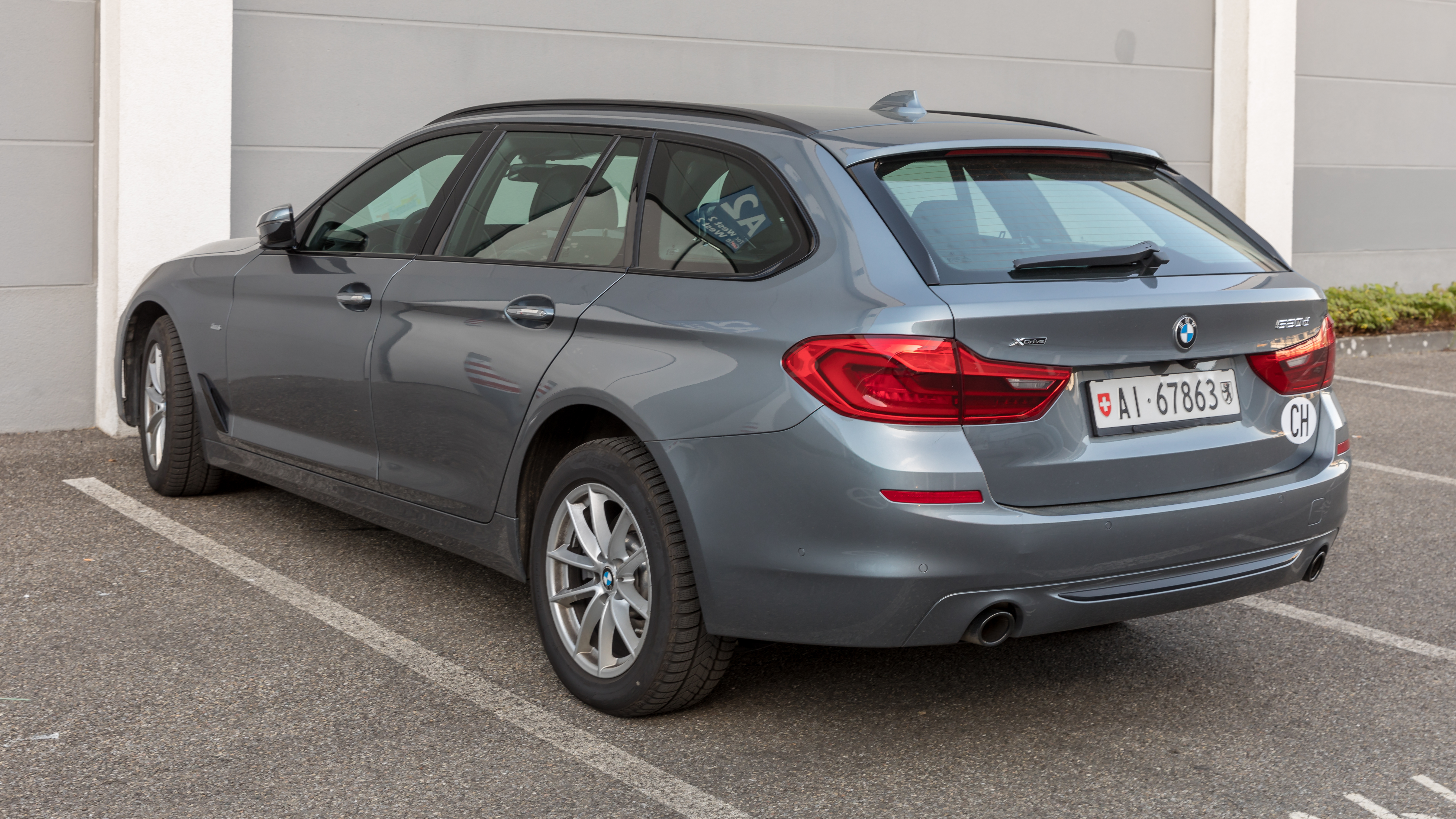
عربة G31
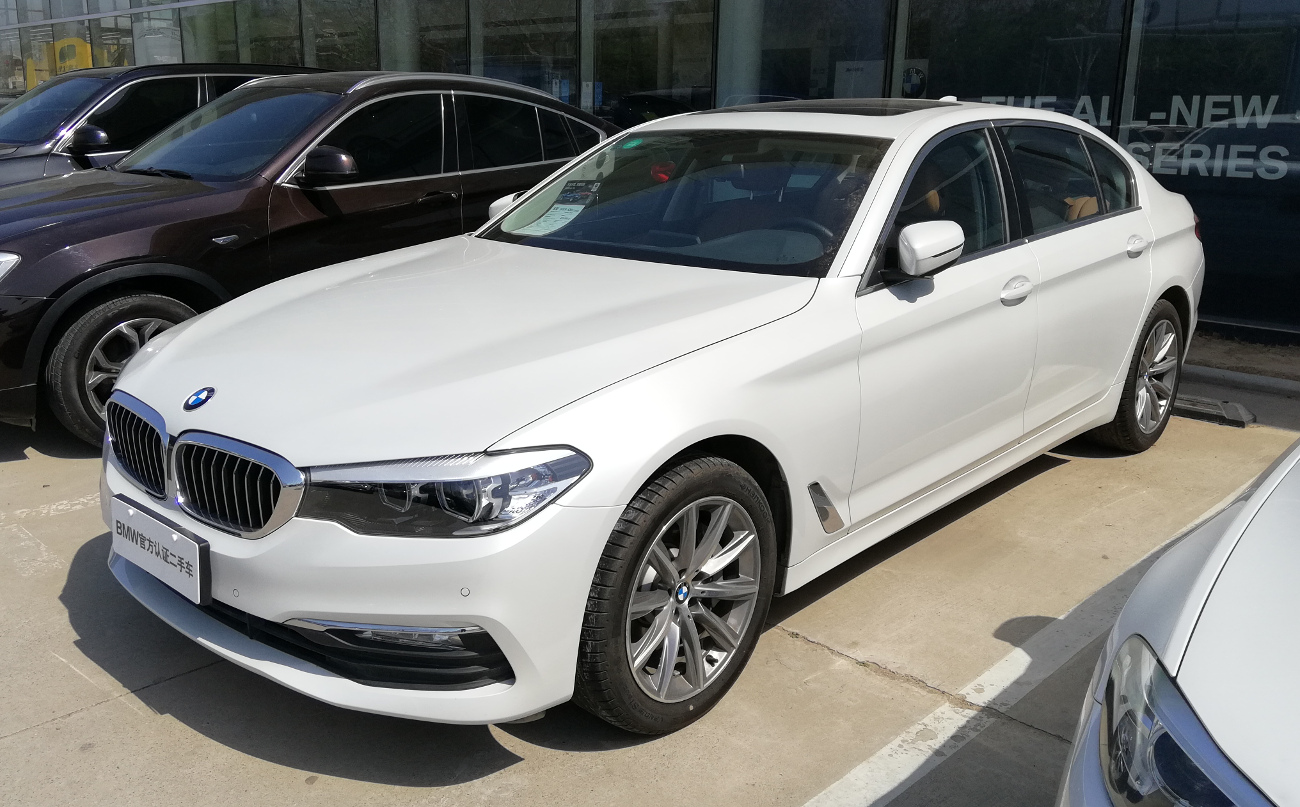
G38 سيدان ذات قاعدة العجلات الطويلة